# Guangzhou Open 2024
Guangzhou Open 2024, oficiálně Guangzhou Open presented by AVATR 2024, byl tenisový turnaj na ženském profesionálním okruhu WTA Tour hraný v Mezinárodním tenisovém centru v Nan-še. Osmnáctý ročník Guangzhou Open probíhal mezi 21. a 27. zářím 2024 v čínském Kantonu na dvorcích s tvrdým povrchem.
Turnaj dotovaný 267 082 dolary patřil do kategorie WTA 250. Nejvýše nasazenou singlistkou se stala čtyřicátá osmá tenistka světa Kateřina Siniaková z Česka, která skrečovala semifinále pro bolesti břišního svalstva. Jako poslední přímá účastnice do dvouhry nastoupila rumunská 80. hráčka žebříčku Jaqueline Cristianová. V důsledku invaze Ruska na Ukrajinu na konci února 2022 řídící organizace tenisu ATP, WTA a ITF s grandslamy rozhodly, že ruští a běloruští tenisté mohli dále na okruzích startovat, ale do odvolání nikoli pod vlajkami Ruska a Běloruska.
Druhý singlový titul na okruhu WTA Tour, a první od roku 2018, vybojovala 23letá Srbka Olga Danilovićová. První společnou účast ve čtyřhře na túře WTA proměnily ve vítězství deblová světová jednička Češka Kateřina Siniaková s Číňankou Čang Šuaj.

## Rozdělení bodů a finančních odměn

### Rozdělení bodů
| Soutěž  | Soutěž      | vítězky | finalistky | semifinalistky | čtvrtfinalistky | 16 v kole | 32 v kole | Q  | Q2 | Q1 |
| ------- | ----------- | ------- | ---------- | -------------- | --------------- | --------- | --------- | -- | -- | -- |
| dvouhra | [ 1 ] [ 7 ] | 250     | 163        | 98             | 54              | 30        | 1         | 18 | 12 | 1  |
| čtyřhra | [ 8 ]       | 250     | 163        | 98             | 54              | 1         | —         | —  | —  | —  |

### Finanční odměny
| Soutěž                                | Soutěž      | vítězky  | finalistky | semifinalistky | čtvrtfinalistky | 16 v kole | 32 v kole | Q2      | Q1      |
| ------------------------------------- | ----------- | -------- | ---------- | -------------- | --------------- | --------- | --------- | ------- | ------- |
| dvouhra                               | [ 1 ] [ 7 ] | 35 250 $ | 20 830 $   | 11 610 $       | 6 608 $         | 4 040 $   | 2 890 $   | 2 140 $ | 1 380 $ |
| čtyřhra                               | [ 8 ]       | 12 820 $ | 7 210 $    | 4 140 $        | 2 470 $         | 1 900 $   | —         | —       | —       |
| částky ve čtyřhře jsou uvedeny na pár |             |          |            |                |                 |           |           |         |         |

## Ženská dvouhra

### Nasazení
| Stát                          | Hráčka                      | WTA | Nasazení |
| ----------------------------- | --------------------------- | --- | -------- |
| Česko                         | Kateřina Siniaková          | 41. | 1.       |
| Česko                         | Marie Bouzková              | 43. | 2.       |
| Čína                          | Jüan Jüe                    | 46. | 3.       |
| Arménie                       | Elina Avanesjanová          | 48. | 4.       |
| Francie                       | Diane Parryová              | 52. | 5.       |
| Slovensko                     | Rebecca Šramková            | 53. | 6.       |
| Španělsko                     | Jéssica Bouzasová Maneirová | 62. | 7.       |
|                               | Kamilla Rachimovová         | 65. | 8.       |
| Žebříček WTA k 14. říjnu 2024 |                             |     |          |

### Jiné formy účasti
Následující hráčky obdržely divokou kartu do hlavní soutěže:
- Š' Chan
- Wej S'-ťia
- Čang Šuaj

Následující hráčka obdržela zvláštní výjimku:
- Suzan Lamensová

Následující hráčky postoupily z kvalifikace:
- Caroline Dolehideová
- Alexandra Ealaová
- Jana Fettová
- Petra Martićová
- Jessika Ponchetová
- Manančaja Savangkaevová

Následující hráčky postoupily z kvalifikace jako šťastné poražené:
- Emina Bektasová
- Alycia Parksová
- Jelena Pridankinová
- Ella Seidelová

### Odhlášení
před zahájením turnaje
- Harriet Dartová → nahradila ji Jelena Pridankinová
- Anhelina Kalininová → nahradila ji  Ella Seidelová
- Magda Linetteová → nahradila ji  Emina Bektasová
- Anastasija Potapovová → nahradila ji  Greet Minnenová
- Julia Putincevová → nahradila ji  Bernarda Peraová
- Emma Raducanuová → nahradila ji  Anna Bondárová
- Sloane Stephensová → nahradila ji  Viktorija Golubicová
- Katie Volynetsová → nahradila ji  Alycia Parksová
- Wang Ja-fan → nahradila ji  Wang Si-jü
- Dajana Jastremská → nahradila ji  Arantxa Rusová

## Ženská čtyřhra

### Nasazení
| Stát                                                                         | Hráčka             | Stát               | Hráčka            | WTA  | Nasazení |
| ---------------------------------------------------------------------------- | ------------------ | ------------------ | ----------------- | ---- | -------- |
| Česko                                                                        | Kateřina Siniaková | Čína               | Čang Šuaj         | 31.  | 1.       |
| Indonésie                                                                    | Aldila Sutjiadiová | Čína               | Sü I-fan          | 81.  | 2.       |
| Norsko                                                                       | Ulrikke Eikeriová  | Japonsko           | Makoto Ninomijová | 99.  | 3.       |
| Maďarsko                                                                     | Tímea Babosová     | Spojené království | Harriet Dartová   | 111. | 4.       |
| Žebříček WTA k 14. říjnu 2024; číslo je součtem umístění obou členek dvojice |                    |                    |                   |      |          |

### Jiné formy účasti
Následující páry obdržely divokou kartu:
- Liou Le-i /  Ni Ma Čuo-ma
- Feng Šuo /  Jang Čao-süan

Následující páry nastoupily z pozice náhradníků:
- Margarita Betovová / Jelena Pridankinová
- Jana Fettová /  Jessika Ponchetová
- Ella Seidelová /  Kathinka von Deichmannová

### Odhlášení
před zahájením turnaje
- Jéssica Bouzasová Maneirová /  Olga Danilovićová → nahradily je Margarita Betovová / Jelena Pridankinová
- Olivia Gadecká /   Kamilla Rachimovová → nahradily je  Jana Fettová /  Jessika Ponchetová
- Aldila Sutjiadiová /  Sü I-fan → nahradily je  Ella Seidelová /  Kathinka von Deichmannová

## Přehled finále

### Ženská dvouhra
- Olga Danilovićová vs.  Caroline Dolehideová, 6–3, 6–1

### Ženská čtyřhra
- Kateřina Siniaková /  Čang Šuaj vs.  Katarzyna Piterová /  Fanny Stollárová, 6–4, 6–1